# سيارة شمسية

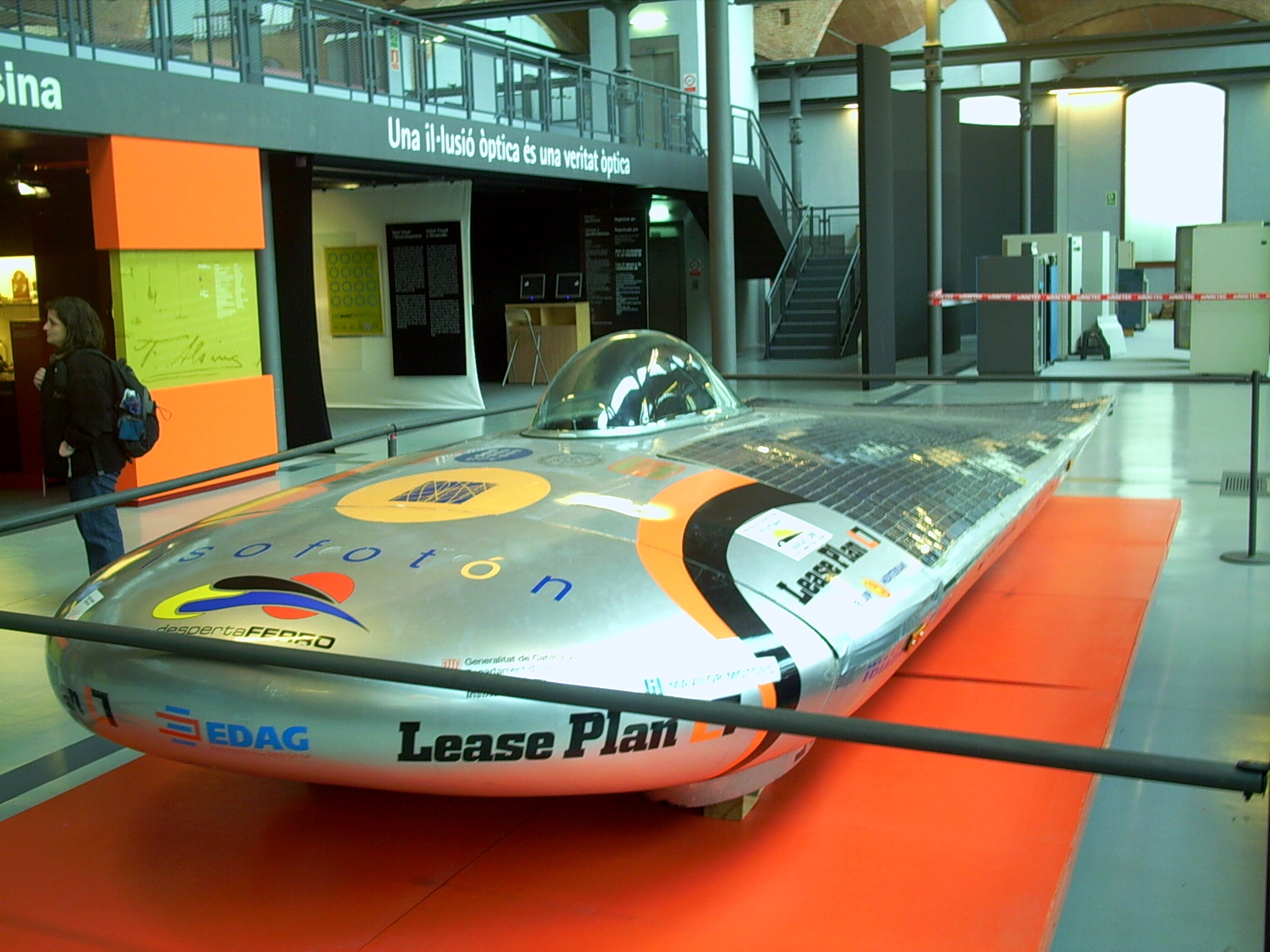
سيارة شمسية

السيارة الشمسية عبارة عن مركبة مزودة بألواح شمسية على سطحها تقوم باستقبال أشعة الشمس وتحويلها
إلى طاقة كهربائية. تمر هذه الطاقة خلال دوائر تحكم وتنظيم للتيار الكهربائي بما يناسب المحرك أو المحركات التي تدير عجلات هذه العربة، مع الاهتمام أثناء تصميم مثل هذه العربة بمراعاة عدة أمور منها خفة الوزن والمتانة والاعتمادية في اختيار المواد المكونة لمثل هذه العربة. وهذه العربة تعتمد على الشمس فقط في إدارة محركها لذلك تسمي السيارة الشمسية.

## المواد
لتصميم هيكل العربة يجب أن يتم البحث عن مواد خفيفة الوزن
وسهلة التشكيل وشديدة المتانة، وأفضل هذه المواد هي الالمونيوم
و الألياف الزجاجية و إلكترونيات خفيفة. وتتم ضبطها بشكل دقيق جدا بحيث يراعى متانة هذه المواد ووزنها وسعرها.

## المحرك

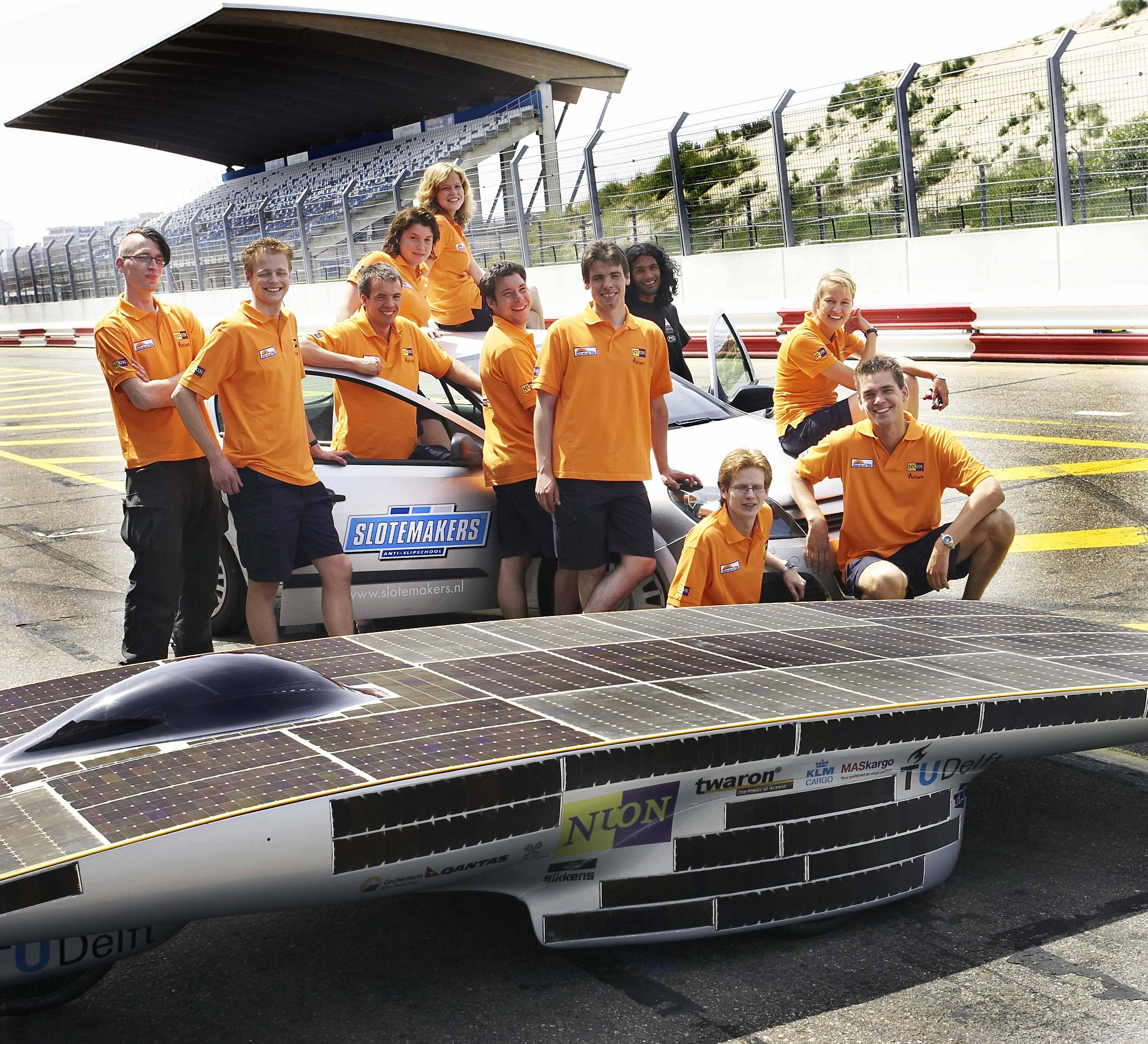
السيارة الشمسية Nuna 3.

المحرك هو الجزء الأهم ويجب أن يحقق هذه المواصفات التي منها خفة الوزن إلى أبعد الحدود، الكفاءة العالية في التحويل من الطاقة الكهربائية إلى الطاقة الحركية جودة عالية للمواد الداخلة في تصنيع وتجميع هذا المحرك ومن الأفضل استخدام أربع محركات للأربع عجلات.

## العجلات
العجلات التي تعمل بها مثل هذه العربة يراعى أن تكون خفيفة، ذات سمك رفيع، ومتانتها مرتفعة وهيكليتها سلكية، وأفضل الأنواع ما يستخدم في دراجات السباقات الدولية لأنها تحقق كل المواصفات المذكورة.

## سيارات شمسية عربية الصنع
تمت بعض المحاولات الناجحة لصناعة سيارات عربية تعمل بالطاقة الشمسية. إحدى هذه المحاولات كانت سيارة "وهج" من إنتاج فريق "سراج" الطلابي من جامعة الملك فهد للبترول والمعادن. حيث حصلت السيارة على لقب أول سيارة سعودية تعمل بالطاقة الشمسية، وأول سيارة تتم صناعتها بالسعودية بشكل عام.

## اقرأ أيضا
- سيارة نفاثة
- سيارة
- سيارة كهربائية
- عربية كهربائية
- محرك الاحتراق الداخلي
- التحدي العالمي للطاقة الشمسية

## وصلات خارجية
- Practical Solar Vehicles - open source project
- WorleyParsons AES SolarCar Battery Pack Designers
- Solar Decathlon Web site.
  - DOE announced that the third Solar Decathlon competition will be held from 2007-October 12th through the 20th in Washington, D.C.
- Solar cars in inventors.about.com نسخة محفوظة 16 يناير 2013 at Archive.is
- American Solar Challenge on solar cars article
- World Solar Challenge website
- North American Solar Challenge 2005
- Philippine President Arroyo Looks at the First Philippine Solar-Powered Car.
- International Solar Car A - Z
- Venturi electro-solar hybrid
- A practical solar vehicle.
- The SunVee neighborhood vehicle.
- The Built-from-Scratch Solar Car Video.
- The Dell-Winston Solar Challenge
- South African Solar Challenge
- Solar Plug-In-Hybrid-Electric Vehicle
- Team Solar Eagle Videos
- The Solartaxi homepage
- Venturi Astrolab Review